# Gravyer (formaggio)
Il gravyer è un formaggio turco prodotto appartenente alla famiglia dei formaggi Gruyere di origine svizzera. Di solito viene prodotto con puro latte di mucca o con una miscela di latte di mucca e di capra. Esso viene prodotto a Kars, nell'Anatolia nordorientale.

## Storia
Il gruyère di Kars ha avuto origine nel 1878, quando David Moser, un produttore di formaggio svizzero, trovò la regione adatta alla produzione di formaggio durante la sua visita a Boğatepe, Kars. Poco dopo la creazione di un piccolo caseificio nel villaggio, la produzione di gruviera divenne l'industria principale di Boğatepe.

## Descrizione
L'aspetto è quello della groviera francese, il sapore è quello dell'emmentaler svizzero: esso richiede molto tempo per la produzione, e di solito 10 mesi di invecchiamento. Il formaggio ha un'occhiatura con alveoli di 1–2 cm, ed è giallo con una crosta più scura. Il formaggio di qualità più scadente contiene fori irregolari di varie dimensioni.